# Valérie Nadan
Valérie Nadan est une femme pêcheur français, licenciée à la Fédération française de pêche sportive au coup.

## Palmarès
- Vice-championne du monde de pêche sportive au coup en eau douce individuelle en 2014 (à Coruche (Portugal);
- Vice-championne du monde de pêche sportive au coup en eau douce individuelle en 2008 (à Tisza (Hongrie);
- Vice-championne du monde de pêche sportive au coup en eau douce par équipes en 2003 (à Milton Keynes (Angleterre));
- 3e du championnat du monde de pêche sportive au coup en eau douce par équipes, en 2007 (à Tolède (Espagne)), et 2008 (à Tisza (Hongrie));
- Triple championne de France de pêche sportive au coup en eau douce individuelle, en 2002, 2008, et 2011;
- Vice-championne de France de pêche sportive au coup en eau douce individuel en 2006;
- 3e du championnat de France de pêche sportive au coup en eau douce individuel en 2004.